# Hanns Linhardt
Hanns Linhardt (* 25. September 1901 in Nürnberg; † 10. Mai 1989) war ein deutscher Wirtschaftswissenschaftler und Politiker (FDP).

## Ausbildung und Beruf
Hanns Linhardt besuchte die Volksschule und die Realschule. Von 1917 bis 1919 machte er eine kaufmännische Lehre in einer Bank. Von 1919 bis 1923 absolvierte er ein Studium an der Nürnberger Handelshochschule Nürnberg, machte 1923 das Abitur und wurde Diplom-Kaufmann. Seit 1921 war er Mitglied der katholischen Studentenverbindung KDStV Ostmark Nürnberg im CV. Von 1923 bis 1925 belegte er ein Studium an der Universität Frankfurt am Main; hier wurde er bei Wilhelm Kalveram und Fritz Schmidt zum Dr. rer. pol. promoviert.
Universitätsassistent am Institut für Wirtschafts- und Sozialwissenschaften der Universität Münster in Westfalen war Linhardt von 1925 bis 1928. 1928 erfolgte bei Werner Friedrich Bruck seine Habilitation in Betriebswirtschaftslehre. In den Jahren 1929 bis 1930 hielt er sich zu Studienzwecken als Rockefeller Fellow in den USA auf.
Von 1931 bis 1936 war er Dozent an der Universität Münster und wurde 1938 außerordentlicher Professor in Münster; seit 1933 war er alleiniger Vertreter seines Fachs in Münster. Er galt als „liberaler Betriebswirt“; sein Verhältnis zum Nationalsozialismus ist allerdings nicht ganz eindeutig. Einerseits fiel er durch zivilen Ungehorsam und Kontakte zu seinem jüdischen Lehrer Bruck auf. Anderseits war er u. a. für die Deutsche Arbeitsfront und den NS-Rechtswahrerbund aktiv und fungierte etwa als Vertrauensdozent des Deutschen Studentenwerkes. Sein Rückhalt in der Universitätsstadt war allerdings durch seinen ausgetragenen Disput mit Rektor Karl Gottfried Hugelmann gering, auch weigerte er sich, in die NSDAP einzutreten. Durch die Partei 1938 politisch gemaßregelt, musste er verbunden mit erheblichem Druck aus dem Lehramte ausscheiden.
In den folgenden Jahren versuchte er mehrmals erfolglos an die Fakultät zurückzukehren. Auch der Versuch 1939 ein Wirtschaftsprüferexamen abzulegen scheiterte. Von 1939 bis 1944 arbeitete er als Wirtschaftsberater in Münster. Ende des Zweiten Weltkrieges war er schließlich von 1944 bis 1945 Soldat in der Wehrmacht.
Nach dem Zweiten Weltkrieg war er von 1945 bis 1947 als Wirtschaftsberater tätig. Ab 1947 wirkte er als Lehrbeauftragter an der Universität Münster und als Dozent an den Verwaltungsakademien Essen, Bochum, Hagen und Dortmund. 1947 erfolgte die Prüfung und öffentliche Bestellung als Wirtschaftsprüfer. Neun Jahre später wurde er Professor für Betriebswirtschaftslehre an der Hochschule für Wirtschafts- und Sozialwissenschaften Nürnberg. Zu seinen akademischen Schülern gehörten u. a. Wilhelm Bierfelder und Ehrenfried Pausenberger.

## Politik
Hanns Linhardt war ab 1948 Mitglied der FDP und wurde in demselben Jahr Mitglied des Rates der Stadt Münster. 1949 wurde er 1. Vorsitzender des FDP-Kreisverbandes Münster-Stadt und Mitglied des geschäftsführenden Vorstandes des Landesverbandes der FDP Nordrhein-Westfalen.
Linhardt war vom 5. Juli 1950 bis zum 25. Mai 1951 Mitglied des 2. Landtages von Nordrhein-Westfalen, in den er über die Landesliste einzog und aus dem er vorzeitig ausschied.

## Rechtsstreit
Er war im Jahre 1953 an einem bis heute einmaligen Rechtsstreit beteiligt. Der Bundestagsabgeordnete Frhr. von Rechenberg war im Januar 1953 gestorben. Der Nächstplatzierte auf der nordrhein-westfälischen Landesliste war zwar Linhardt, aber wegen seines zwischenzeitlich erfolgten Umzugs nach Westberlin berücksichtigte ihn der nordrhein-westfälische Landeswahlleiter nicht, sondern berief Paul Hans Jaeger als Nachrücker in den Bundestag. Hiergegen erhob Linhardt Einspruch, der vom Wahlprüfungsausschuss des Deutschen Bundestages am 1. Juli 1953 positiv beschieden wurde, aufgrund von Einspruchsfristen der Gegenseite aber erst im September wirksam wurde, so dass Linhardt nicht mehr in den Bundestag einzog, weil die Legislaturperiode inzwischen geendet hatte.
Linhardt konnte sein ihm eigentlich zustehendes Bundestagsmandat nicht mehr wahrnehmen. Die damalige Entscheidung stellt nichtsdestoweniger die bis heute einzige nach einem Einspruch erfolgte Aberkennung des Mandats eines Bundestagsabgeordneten dar.

## Schriften (Auswahl)
- Die Kontrolle im Bankbetrieb (= Betriebswirtschaftliche Abhandlungen. Bd. 2). C. E. Poeschel, Stuttgart 1926.
- Die britischen Investment Trusts (= Betriebs- und finanzwirtschaftliche Forschungen. H. 62). Industrieverlag Spaeth & Linde, Berlin 1935.
- Kreditkontrolle (= Betriebswirtschaftliche Bibliothek. 5). Girardet, Essen 1954.
- Grundlagen der Betriebsorganisation (= Betriebswirtschaftliche Bibliothek. 6). Girardet, Essen 1954.
- Nürnbergs Bankwirtschaft. Antrittsvorlesung an der Hochschule für Wirtschafts- und Sozialwissenschaften Nürnberg am 6. Februar 1957 (= Veröffentlichungen der Hochschule für Wirtschafts- und Sozialwissenschaften zu Nürnberg. Bd. 10). Glock u. Lutz, Nürnberg 1957.
- Bankbetriebslehre. 2 Bände, Westdeutscher Verlag, Köln u. a. 1957/60.
- Kritik der Währungs- und Bankpolitik (= Bankwirtschaftliche Schriftenreihe. Bd. 7). Westdeutscher Verlag, Köln u. a. 1963.
- mit Johannes Fettel (Hrsg.): Der Betrieb in der Unternehmung. Festschrift für Wilhelm Rieger zu seinem 85. Geburtstag. Kohlhammer, Stuttgart 1963.
- Angriff und Abwehr im Kampf um die Betriebswirtschaftslehre (= Betriebswirtschaftliche Schriften. H. 11). Duncker & Humblot, Berlin 1963.
- Wegweiser für die Prüfung von Finanzierung und Sanierung (= Wegweiser für die wirtschaftsprüfenden und wirtschaftsberatenden Berufe. Bd. 2). Haude und Spener, Berlin 1964.
- Die historische Komponente der funktionalen Betriebswirtschaftslehre (= Betriebswirtschaftliche Schriften. H. 14). Duncker & Humblot, Berlin 1964.
- mit Otto Hintner (Hrsg.): Zur Besteuerung der Unternehmung. Festschrift für Peter Scherpf zur Vollendung des 65. Lebensjahres. E. Schmidt, Berlin 1968.
- Finanzierung und Sanierung. Wegweiser für Prüfungen im Betrieb (= Wegweiser für die wirtschaftsprüfenden und wirtschaftsberatenden Berufe. Bd. 2). Verlag Neue Wirtschafts-Briefe, Herne u. a. 1968.
- (Hrsg.): Dienstleistungen in Theorie und Praxis. Otto Hintner zum 70. Geburtstag. Poeschel, Stuttgart 1970.